# Брюксел Индор
Брюксел Индор (на английски: Brussels Indoor) е професионален турнир по тенис за мъже, който се провежда в Брюксел, Белгия. 

## История
Турнирът е основан през 1980 г. и се превръща във втория турнир, който се играе в Брюксел, заедно с Белгия Оупън. 
Търнирът се провежда от 1981 до 1988 и след това отново от 1990 до 1992 г.
Брюксел Индор e известен също и като Дони Индор Чемпиъншипс (Donnay Indoor Championships), играе се на закрити кортове с килим във Форест Нешънъл (Forest National) в Брюксел. Първоначално турнирът е част от тенис веригата Гран При, след това в продължение на три години е част от Шампионските серии на ATP тур.

## Финали
| Година | Шампион                 | Финалист                | Резултат                                           |
| ------ | ----------------------- | ----------------------- | -------------------------------------------------- |
| 1992   | Борис Бекер             | Джим Къриър             | 6 – 7(5–7), 2 – 6, 7 – 6(12–10), 7 – 6(7–5), 7 – 5 |
| 1991   | Ги Форже                | Андрей Черкасов         | 6 – 3, 7 – 5, 3 – 6, 7 – 6                         |
| 1990   | Борис Бекер             | Карл-Уве Щеб            | 7 – 5, 6 – 2, 6 – 2                                |
| 1989   | Турнирът на се провежда | Турнирът на се провежда | Турнирът на се провежда                            |
| 1988   | Анри Льоконт            | Якоб Хласек             | 7 – 6, 7 – 6, 6 – 4                                |
| 1987   | Матс Виландер           | Джон Макенроу           | 6 – 3, 6 – 4                                       |
| 1986   | Матс Виландер           | Бродерик Дайк           | 6 – 2, 6 – 3                                       |
| 1985   | Андерс Ярид             | Матс Виландер           | 6 – 4, 3 – 6, 7 – 5                                |
| 1984   | Джон Макенроу           | Иван Лендъл             | 6 – 1, 6 – 3                                       |
| 1983   | Питър Макнамара         | Иван Лендъл             | 6 – 4, 4 – 6, 7 – 6                                |
| 1982   | Витас Герулайтис        | Матс Виландер           | 4 – 6, 7 – 6, 6 – 2                                |
| 1981   | Джими Конърс            | Брайън Готфрид          | 6 – 2, 6 – 4, 6 – 3                                |